# Violence économique
 (janvier 2021).
 (janvier 2021).
- Si vous ne connaissez pas le sujet, laissez ce bandeau (vous pouvez alors contacter les auteurs).
- Si vous supprimez le contenu mis en cause (vous pouvez préalablement contacter les auteurs),

argumentez précisément cette suppression dans la page de discussion
(un manque de référence n'est pas un argument ; une recherche réelle de référence doit avoir été effectuée, être formellement documentée).
La violence économique est une forme de violence qui vise à priver une personne de son indépendance financière, de sa sécurité matérielle ou de sa capacité à prendre des décisions économiques pour elle-même. Elle peut se manifester à travers des actes de contrôle,,, de domination, de manipulation des ressources économiques ou de privation concernant les ressources financières ou matérielles, souvent dans un contexte relationnel : familial ou institutionnel. Cette forme de violence est insidieuse car elle est parfois difficile à identifier et souvent normalisée dans certaines relations ou sociétés.
Elle peut se manifester dans divers contextes, notamment : 
Privation des ressources :
• Refus de donner accès à l’argent ou aux biens nécessaires pour répondre aux besoins fondamentaux (logement, nourriture, habillement).
• Interdiction de travailler, d’étudier ou de développer une activité économique pour maintenir une dépendance financière.
• Confiscation ou contrôle strict des revenus ou des biens personnels de la victime.
Endettement forcé et abus financier :
• Forcer une personne à contracter des dettes ou à garantir des emprunts.
• Utilisation des ressources de la victime sans son consentement ou contre ses intérêts (par exemple, vider un compte bancaire ou vendre un bien sans autorisation).
Inégalités structurelles :
• Discrimination salariale ou professionnelle, notamment basée sur le genre.
• Absence d’accès égal aux ressources financières ou à la propriété.
• Décisions familiales ou culturelles qui empêchent certains membres (souvent les femmes) d’hériter, de gérer des biens ou de prendre des décisions économiques.
La violence économique aggrave sensiblement la violence conjugale car elle amplifie l’atteinte volontaire à l’intégrité psychologique de l’autre créant ainsi une emprise, un conditionnement dont il est difficile de sortir lorsqu’on en est victime. Elle fait partie de l’héritage patriarcal qui est caractérisé par le déséquilibre des rapports de pouvoirs entre les sexes dans nos sociétés.
La violence économique dans un contexte conjugal, incluant post-séparation, révèle souvent la présence de contrôle coercitif. Les professeurs Isabelle Côté et Simon Lapierre expliquent que la violence économique peut être un outil de contrôle coercitif, et donc faire partie d’« une série de stratégies répétitives, certaines étant plus violentes et d’autres non, dont les effets cumulatifs doivent être analysés dans leur contexte plus large de domination». Dans cette optique, un (ex-)conjoint abusif maintient son contrôle et sa domination et, ce faisant, prive son (ex-)conjointe de son autonomie, en recourant à la violence économique et à d’autres tactiques de contrôle coercitif, notamment le gaslighting, le harcèlement, le dénigrement, les menaces et/ou la violence physique et sexuelle,.

## L’escalade de la violence économique conjugale
Les diverses enquêtes montrent que la violence économique est présente dans la majorité de cas de violence conjugale. Celle-ci aggrave la situation déjà précaire de la femme et se confirme comme le moyen « le plus commun » de l’exercice du pouvoir masculin dans le rapport de couple. La violence économique est exercée différemment selon les milieux sociaux.
Au début de la relation de couple, il n’est pas évident de s’apercevoir des comportements qui peuvent apparaître comme anodins. La violence économique connaît souvent une escalade. Il est possible d’identifier quatre phases : 
La première phase concerne le contrôle administratif :
- Avoir un compte courant joint, avec les signatures disjointes, mais s’occuper en exclusivité de sa gestion en excluant sa conjointe ou partenaire de tout choix ;
- Permettre à̀ sa femme ou partenaire d’effectuer à la banque les pratiques ordinaires, mais s’occuper des investissements et des opérations extraordinaires sans jamais demander son avis ;
- Prétendre l’exercice de la procuration, « en accompagnant » la femme dans le déroulement des activités[6].

La deuxième phase correspond au contrôle des ressources et de leur utilisation :
- Reconnaître une rémunération périodique à sa femme, partenaire ou concubine et exercer un contrôle sur sa gestion ;
- Exiger des relevés détaillés de chaque frais ;
- Nier à sa femme ou partenaire l’accès aux comptes courants et à la gestion du budget familial ;
- Cacher à sa femme, partenaire ou concubine les revenus du foyer[6].

La privation des ressources économiques et de la liberté de choix est à la base de la troisième phase :
- Donner à sa femme, partenaire ou concubine exclusivement l’argent pour les courses de la famille, de façon hebdomadaire ou mensuelle, et de manière souvent insuffisante ;
- Ne pas consentir à la femme de faire les courses en lui niant le minimum nécessaire ;
- Ne pas fournir les ressources pour les médicaments ou les soins médicaux ;
- Faire les achats nécessaires pour la famille en les décidant directement ;
- L’empêcher d’utiliser les cartes bancaires voire les soustraire à son gré[6].

Enfin, la quatrième phase concerne la violence économique mise en œuvre par la privation et le détournement de ressources économiques où l’auteur d’abus commet des actes illicites tels que :
- Dilapider le patrimoine à l’insu de la femme ou partenaire ;
- Obliger ou convaincre la femme à signer des documents sans en expliquer l’utilisation ;
- Faire accéder la femme aux prêts, même de peu intérêt économique, mais contraignants d’un point de vue de la solvabilité du crédit ;
- Faire endetter sa femme, partenaire ou concubine pour les achats de biens qui seront mis au nom du conjoint, partenaire ou concubin ;
- Faire signer à sa femme, partenaire ou concubine des chèques sans provision ;
- Faire souscrire à sa femme, partenaire ou concubine des cautionnements à son avantage ;
- Vider le compte courant en vue de la séparation[6].

## Le mécanisme de contrôle
En général, la violence économique au sein du couple a pour objet de déposséder la victime de toute possibilité d’autonomie financière à travers : 
- Le contrôle total sur l’argent et son utilisation par la femme, même quand cette dernière travaille et a des revenus personnels ;
- La menace permanente de nier l’accès aux ressources économiques du foyer ;
- « L’interdiction de travailler » imposée par l’homme à la femme[6].

La maltraitance économique souvent ne s’arrête pas avec la séparation et continue quand le conjoint se déclare sans ressources, modifie le revenu à la suite de la conclusion d’un accord pour la pension alimentaire des enfants ou ne contribue pas au bien- être matériel des enfants. Une fois que la victime a été privée de son indépendance économique, elle a un fort sentiment d’infériorité et d’inadaptation pour faire face à ses besoins et à ceux d’autrui.

## La prévention de la violence économique
Identifier les comportements « anormaux » de la part de son conjoint, partenaire ou concubin peut ne pas suffire pour prévenir la violence économique. Il faut être vigilante aussi sur son propre comportement, essayer de connaître des concepts utiles dans la vie quotidienne et mettre en pratique des astuces indispensables pour pouvoir préserver sa dignité de femme et son autonomie financière.
Développer et protéger son autonomie économique
- Ouvrir un compte bancaire individuel à son nom de jeune fille et y verser ses revenus personnels ;
- Éviter de mettre à disposition de la famille ses revenus globaux ;
- Ouvrir un compte courant joint avec des signatures disjointes et posséder une carte de crédit/débit à son propre nom ;
- Souscrire, si possible, des polices d’assurance retraite ;
- Garder une copie des documents financiers et légaux les plus importants[10].

Protéger ses biens personnels et ses revenus, ainsi que le patrimoine familial
- Éviter de déléguer la gestion de ses biens personnels au conjoint, partenaire ou concubin ;
- Connaître les règles propres aux régimes matrimoniaux, leur impact sur le régime patrimonial du couple ;
- Connaître les mesures d’urgence du code civil[10].

Éviter de s’exposer à un surendettement
- Éviter de contracter des dettes importantes dans les comptes conjoints et/ou personnels ;
- Éviter de signer des documents proposés par son « agresseur » sans s’informer sur les conséquences financières et juridiques de ceux-ci[10].

Éviter la mainmise de l’homme sur la gestion des ressources du ménage et sur le patrimoine familial
- Exiger de partager les choix économiques concernant le foyer familial ;

- Vérifier le niveau exact des revenus familiaux, ainsi que des dépenses[10].

## Législation
La violence conjugale se manifeste très souvent par cycles d’escalade de tension : agressions psychologiques, verbales, économiques, puis physiques. Pour cette raison, les États adoptent de plus en plus des législations définissant différentes formes de violence, comme celle sexuelle, physique, morale ou psychologique, d’ordre économique, concernant la propriété ou l’héritage. Toutefois, il est nécessaire de mentionner aussi les éventuels aspects négatifs d’un champ d’application si ample. Par exemple, la tutelle que le système judiciaire peut fournir aux victimes de violence psychologique ou économique n’est pas forcément adéquate, ou les preuves sont trop compliquées à apporter pour obtenir une décision juridictionnelle déclarant l’existence de comportements violents.

### Canada
Le droit canadien ne prévoit pas un crime spécifique de violence conjugale, mais certaines infractions existantes englobent des actes de violence économique qui surviennent le plus souvent dans un contexte de violence conjugale, notamment les infractions d’extorsion, de distraction de fonds détenus en vertu d’instruction, de méfait, et d’omettre de fournir les choses nécessaires à l’existence,.
Le Code criminel définit l’extorsion comme le fait d’induire ou de tenter d’induire une personne à accomplir quelque chose, par menaces, accusations ou violence. L’extorsion englobe aussi le fait d’induire l’action d’une personne en en menaçant une autre. R c JS constitue un exemple probant d’extorsion dans un contexte de violence conjugale. L’accusé et la victime forment un couple de 2013 à 2018, et ont un enfant ensemble. Lorsqu’ils rompent, la victime autorise l’accusé à continuer d’habiter la maison familiale, pour des raisons de commodité. L’accusé a alors recours à diverses stratégies pour contrôler la victime. Il la menace notamment de diffuser une vidéo d’une relation sexuelle filmée durant leur vie de couple pour l’humilier et miner sa crédibilité dans son milieu de travail. L’accusé est notamment déclaré coupable d’extorsion pour avoir menacé de diffuser des images intimes en vue d’obtenir un avantage pour lui-même. Il est également déclaré coupable d’agression sexuelle, de séquestration et d’avoir proféré des menaces relativement à d’autres abus survenus après la séparation du couple.
Le vol est une forme de violence économique qui est souvent déployée dans des contextes de violence conjugale. Dans R c Lafond, notamment, l’accusé est excessivement jaloux et allègue que sa conjointe lui est infidèle. Il vole le téléphone cellulaire de sa conjointe pour y effacer les textos pressants et désespérés qu’il lui envoie. Il est déclaré coupable de vol pour cet abus, et est également condamné pour avoir commis une agression sexuelle et des voies de fait causant des lésions corporelles relativement à d’autres abus survenus au cours de leur relation.
La distraction de fonds détenus en vertu d’instructions est également qualifiée de vol, et conséquemment criminalisée au Canada. Elle se produit lorsqu’un individu est investi d’une procuration l’autorisant à accomplir certains actes, par exemple à hypothéquer la maison de sa conjointe, et qu’il réalise l’acte frauduleusement, par exemple en vendant la maison plutôt que de d'hypothéquer, ou alors en détournant l’argent de l’hypothèque pour ses fins personnelles.

Le méfait constitue également une infraction criminelle au Canada. Le législateur canadien définit le méfait comme suit:
430 (1) Commet un méfait quiconque volontairement, selon le cas :
a) détruit ou détériore un bien;
b) rend un bien dangereux, inutile, inopérant ou inefficace;
c) empêche, interrompt ou gêne l’emploi, la jouissance ou l’exploitation légitime d’un bien;
d) empêche, interrompt ou gêne une personne dans l’emploi, la jouissance ou l’exploitation légitime d’un bien.
(1.1) Commet un méfait quiconque volontairement, selon le cas :
a) détruit ou modifie des données informatiques;
b) dépouille des données informatiques de leur sens, les rend inutiles ou inopérantes;
c) empêche, interrompt ou gêne l’emploi légitime des données informatiques;
d) empêche, interrompt ou gêne une personne dans l’emploi légitime des données informatiques ou refuse l’accès aux données informatiques à une personne qui y a droit.
La décision R c Cloutier exemplifie le méfait dans un contexte de violence conjugale. La consommation de drogues de l’accusé le rend progressivement paranoïaque et impulsif, et il devient verbalement et psychologiquement abusif avec sa victime, qui est alors sa partenaire. Lorsque la victime rompt avec l’accusé, ses comportements violents s’intensifient. L’accusé vole à deux reprises le compteur d’Hydro-Québec de la victime et endommage les freins de son véhicule, ce qui cause un accident de voiture. Il plaide coupable à deux infractions de méfait et de vol. La situation escalade ensuite jusqu’à une grave agression durant laquelle la victime perd un œil, et pour laquelle l’accusé plaide coupable de tentative de meurtre.

Le fait d’omettre de fournir les choses nécessaires à l’existence est un autre acte de violence économique qui est criminalisé au Canada. Le Code criminel prévoit notamment que les époux et conjoints de fait et les parents ou tuteurs d’un enfant de moins de seize ans ont l’obligation légale de fournir les choses nécessaires à l’existence de leur partenaire et/ou enfants. L’omission de remplir cette obligation constitue un crime si:
(i) ou bien la personne envers laquelle l’obligation doit être remplie se trouve dans le dénuement ou dans le besoin,

(ii) ou bien l’omission de remplir l’obligation met en danger la vie de la personne envers laquelle cette obligation doit être remplie, ou expose, ou est de nature à exposer, à un péril permanent la santé de cette personne.
Cette omission constitue également un crime si elle met en danger la vie de la personne envers laquelle cette obligation est due, ou si l’omission est de nature à causer un tort permanent à la santé de cette personne. Le fait de priver une victime de ses besoins de base est un indicateur de contrôle coercitif. Le fait d’omettre de fournir les choses nécessaires à l’existence peut consister, entre autres, en une privation de sommeil ou en des restrictions d’accès à la nourriture ou aux produits sanitaires,.

### Union européenne
La violence économique est définie comme une forme de violence à l’égard des femmes, à l’article 3 de la Convention d’Istanbul, convention que le Conseil Européen a approuvée en 2011 pour combattre la violence fondée sur le genre, premier instrument international juridiquement contraignant en la matière.
L’article 3 définit la violence à l’égard des femmes comme "une violation des droits de l’homme et une forme de discrimination à l’égard des femmes, y compris tous les actes de violence fondés sur le genre qui causent ou sont susceptibles de causer des dommages ou des souffrances de nature physique ou sexuelle, psychologique ou économique, y compris les menaces de tels actes, la contrainte ou la privation arbitraire de liberté, tant dans la vie publique que dans la vie privée" et la violence domestique comme “tout acte de violence physique, sexuelle, psychologique ou économique survenant au sein du ménage, ou entre conjoints ou partenaires actuels ou antérieurs, indépendamment du fait que l’auteur de ces actes partage ou ait partagé la même résidence avec la victime”.
En particulier, l’article 12 de la Convention prévoit le devoir de “prendre les mesures nécessaires pour promouvoir les changements dans les comportements socioculturels des femmes et des hommes, afin d’éliminer les préjugées, les mœurs, les traditions et toute autre pratique fondée sur l’idée de l’infériorité de la femme ou sur des modèles stéréotypés des rôles des femmes et des hommes”.

#### France
Il n’y a pas de définition juridique des violences économiques dans le couple. Elles ne sont pas définies en tant que telles dans le code pénal et le code civil mais constituent bien des violences.
Les recours pour réparer la violence économique sont de deux ordres : judiciaires et extrajudiciaires. Le code civil offre un éventail de mécanismes juridiques susceptibles de permettre de répondre aux difficultés rencontrées à la suite de la violence économique.
Recours judiciaires : justice civile et justice pénale.
Justice Civile
En ce qui concerne la justice civile, il y a deux voies qui peuvent être entreprises. Auprès du Juge aux affaires familiales diverses mesures d’urgence (articles 212 à 226 cc. et article 1070 à 1074 – 1 code de procédure civile) peuvent être engagées contre les dépenses inconsidérées en raison des interdictions i. sans le consentement de l’autre conjoint des actes de disposition sur ses propres biens mobiliers ou immobiliers ou sur ceux du couple, ii. de contracter seul des dettes ou de vendre seul des biens immobiliers en cas d’addiction aux jeux d’argent, aux ventes à distance, aux drogues. Par contre, auprès du Juge d'instance, l’article 215 offre protection du logement de famille tandis que les articles 214 cc. et articles 1069-1 à 1069-6 du NCPC veillent sur la contribution aux charges du mariage.
Justice Pénale
Pourtant, concernant la justice pénale on peut porter plainte pour l’abandon de famille auprès de la police, de la gendarmerie ou du Procureur de la République. En revanche, la citation directe pour abandon de famille aura lieu auprès du Tribunal correctionnel.
Au même temps, il y a aussi des recours extrajudiciaires pour réparer la violence économique : par le biais d’officier ministériels on peut effectuer des procédures de paiement direct/saisie sur salaire tandis que par le biais de personnes privées, telles que banques et Banque de France, il est possible de faire demandes de désolidarisation de crédit et obtenir un dossier de surendettement.